# マーキュリー (ゲーム)
『マーキュリー』は、マキシマから発売されたPC-98シリーズ・X68000向けのファンタジーRPG、およびそのシリーズ。
企画、設定、ゲームデザイン、シナリオ:伊丹 シゲユキ 

## 物語
2億年前の地球が舞台。人類は3種族（エンデ・アポークリフ・ファンテュラ）に分かれている。

## 特徴
登場人物・用語に医療用医薬品の名前が多い。
敵を倒してもお金は落とさない。町などに立ち寄り町長に報告するとお礼という形でもらえる。

## 作品

### マーキュリー・ザ・プライムマスター
等角投影画面（アイメソトリックビュー）を採用した作品。

## 登場人物
クロム・ミリバ
ミリバで量子時空論を専攻する青年。父はエンデだが、母はアポークリフの血を引いている。また、兄がいるが、ファンテュラ皇帝打倒のために旅立ったまま行方不明。
リゾ
ザジテン
サタン
フェーマス
アマナ
ビビーフ
ソロン
ラガート

## 用語

### 地名
ミリバ
エンデが築いた空中都市。魔物よけのため、昼の空間を漂っている。

### 種族
エンデ
物質中心の文明を築いた種族。
アポークリフ
自然エネルギーを用いる文明を築いた種族。
ファンテュラ
自然エネルギーを用いる文明を築いた種族。物語開始から100年前にｍ部族内の内紛を発端とした世界大戦で勝利を収めるも、呪術を多用したがために異形の集団となってしまった。
| スタブアイコン | サブスタブ | この項目は、まだ閲覧者の調べものの参照としては役立たない、コンピュータゲームに関連した書きかけの項目です。この項目を加筆・訂正などしてくださる協力者を求めています（P:コンピュータゲーム/PJ:コンピュータゲーム）。 |